# Mertensgruppen
Mertensgruppen är en grupp inom Europeiska unionens råd som bereder sammanträdena i Ständiga representanternas kommitté (Coreper) i konstellationen Coreper I. Gruppen sammanträder normalt en gång i veckan, dagen innan Coreper sammanträder i motsvarande konstellation. Under gruppens sammanträden diskuteras ärendena för Corepers nästkommande sammanträde och medlemsstaternas företrädare har möjlighet att ge en första indikation om de ståndpunkter som kommer att föras fram i de fortsatta förhandlingarna. Ärendena delas in i I- och II-punkter beroende på hur förhandlingarna i gruppen utfaller. En I-punkt är ett ärende som företrädarna har uppnått enighet kring och som därför inte kräver vidare förhandlingar i Coreper. En II-punkt är ett ärende som företrädarna inte har kunnat uppnå enighet kring och som därför kräver ytterligare förhandlingar i Coreper. I-punkter blir i sin tur A-punkter, medan II-punkter blir A- eller B-punkter i rådet beroende på hur förhandlingarna i Coreper utfaller.
Mertensgruppen inrättades 1993 och är uppkallad efter sin första ordförande, nederländaren Vincent Mertens de Wilmars. Gruppen består av en delegat från varje medlemsstats ständiga representation i Bryssel samt en företrädare för Europeiska kommissionen. En delegat kallas ofta själv informellt för ”Mertens”. Om en biträdande ständig representant inte kan delta vid Coreper I ersätts han eller hon av medlemsstatens delegat från Mertensgruppen.